# 不二洞

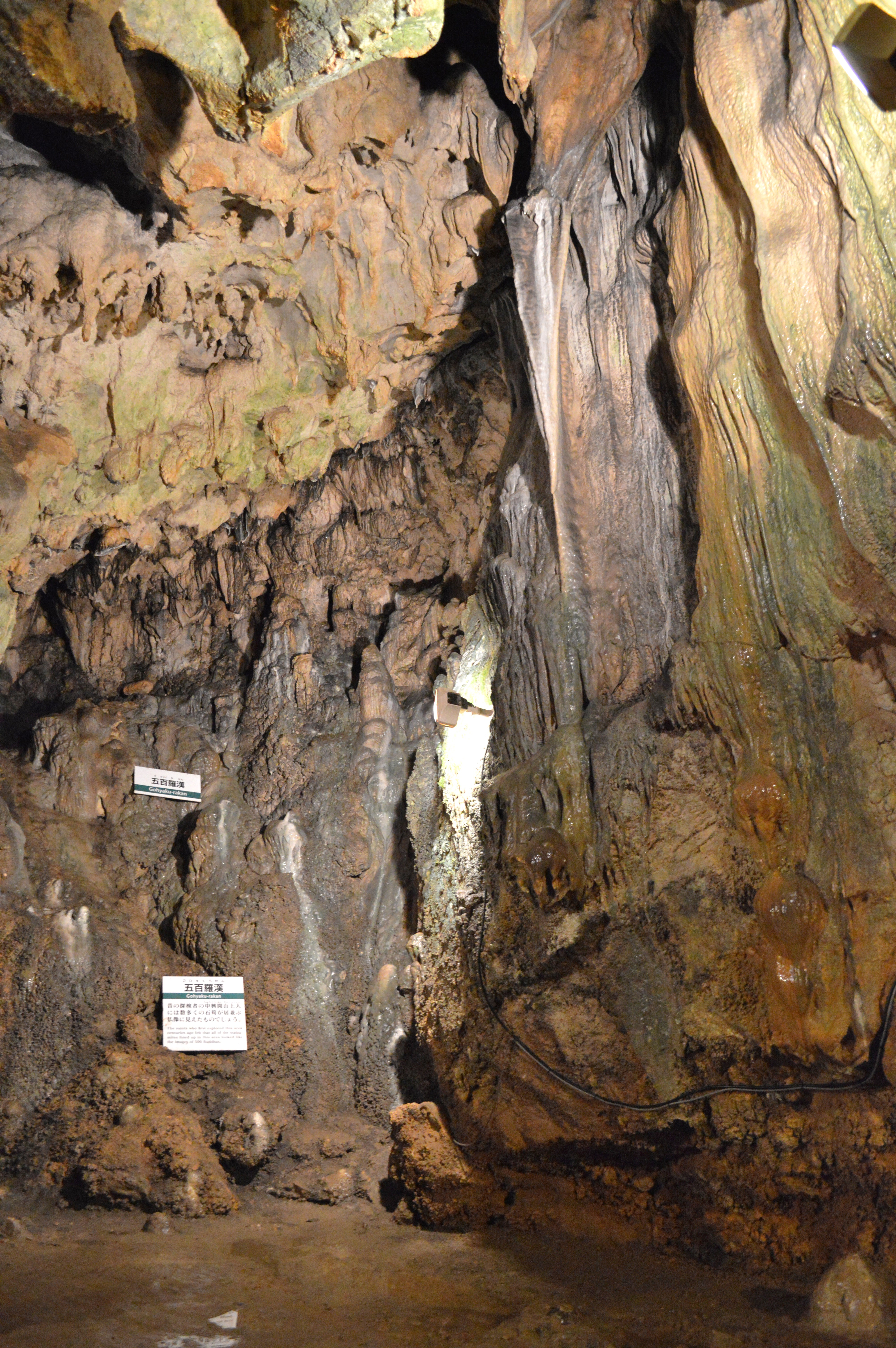
洞内の様子

不二洞（ふじどう）は、群馬県多野郡上野村にある鍾乳洞。川和自然公園内にある。県天然記念物。同村内の生犬穴とともに群馬県の二大鍾乳洞とされる。

## 概要
洞窟の全長約2.2kmと、関東一の規模を誇る。洞内にある縦穴を公開ルートに組み込んだ全国でも珍しい観光洞である。2023年時点では約1200年前に発見されたとされ、約400年前には修行の場として利用されていた時代もあった。
有料で内部を見学できる。入口から120mの人工トンネルを経て、洞奥に直接アクセスできる。約40mの縦穴、空穴（からあな）に設置された螺旋階段を登って、横穴型の主洞に至り、本来の自然の洞口から出洞する。洞窟内は夏、冬を通じ11℃で、夏は涼しく、冬は暖かい別天地である。

## 洞内
- 灯の柱（ひのはしら） - 最大3メートルを超す石柱[5]。
- 閻魔の金剛杖[5]
- 雲上の景[5]
- 五百羅漢 - 仏像が立ち並んだようにみえる石筍[5]。
- 五色の雲[5]

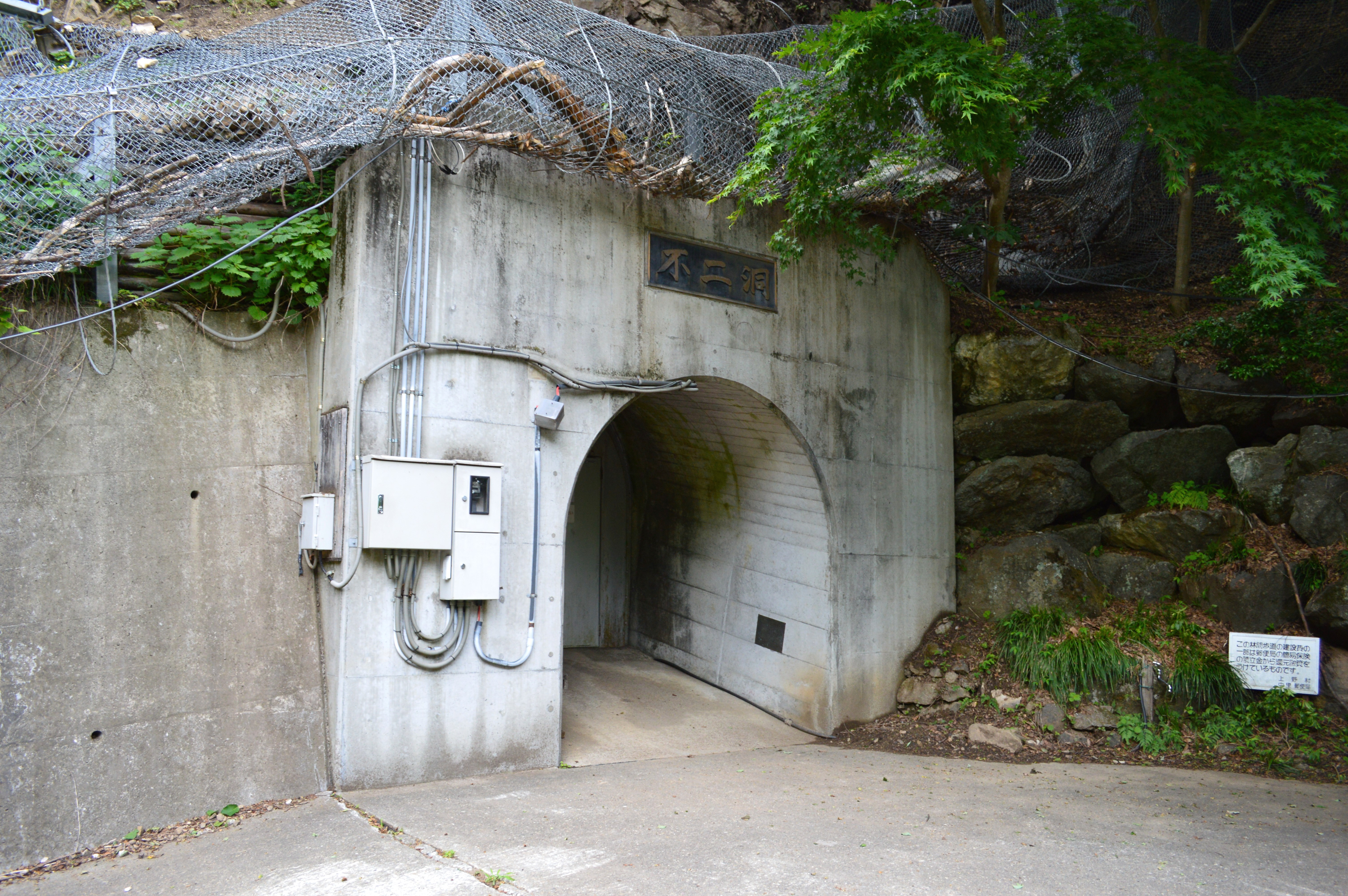
洞入り口